# 菹草
菹草（学名：Potamogeton crispus），又名馬藻、蝦藻、蝦柳，为眼子菜科眼子菜属下的一种多年生沉水草本植物，原產於歐亞大陸。葉條形，邊緣有鋸齒。穗狀花序頂生，花果期為4-7月。

## 扩展阅读
- 維基物種上的相關：菹草